# Eusabena
Eusabena is een geslacht van vlinders uit de familie van de grasmotten (Crambidae), uit de onderfamilie van de Spilomelinae. De wetenschappelijke naam van dit geslacht is voor het eerst voorgesteld door Pieter Snellen in een publicatie uit 1901.
Hij vormde het geslacht voor een nieuwe soort "met een ongewoon plomp gebouwde thorax en achterlijf, waartegen de middelmatig grote kop en de vrij kleine vleugels nogal afsteken", die hij Eusabena setinialis noemde. Ze was ontdekt op Borneo.

## Soorten
- Eusabena miltochristalis (Hampson, 1896)
- Eusabena monostictalis (Hampson, 1899)
- Eusabena paraphragma (Meyrick, 1889)
- Eusabena setinialis Snellen, 1901